# Dysschema irene
Dysschema irene là một loài bướm đêm thuộc phân họ Arctiinae, họ Erebidae.